# Sitios de Valencia (Guerra de la Independencia Española)

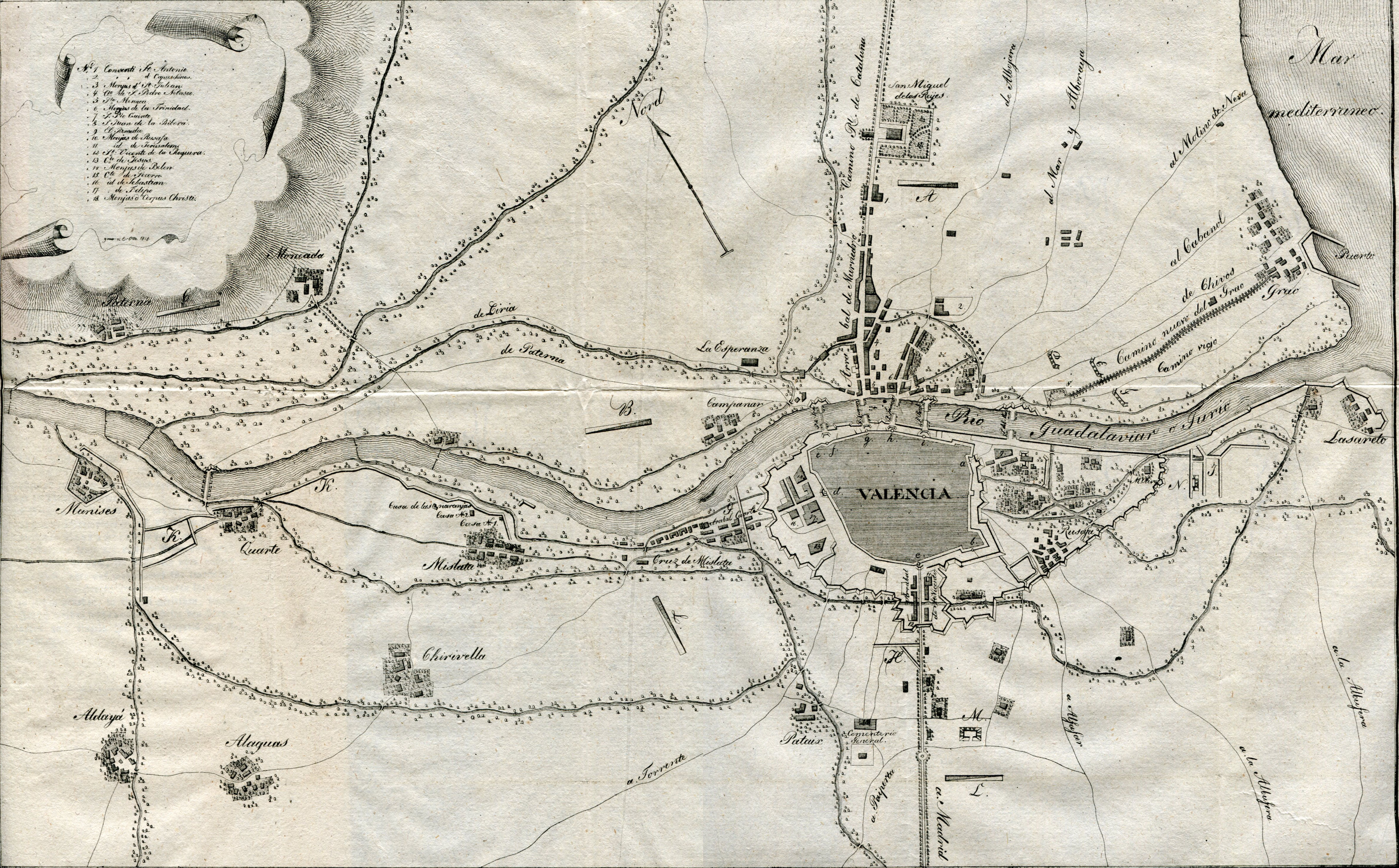
Mapa de Valencia y alrededores.

Los sitios de Valencia hace referencia a las dos ocasiones en que la ciudad española de Valencia se encontró sitiada por las tropas francesas durante la Guerra de la Independencia española. En el primer sitio (1808) consiguió resistir, en el segundo (1811) acabó siendo conquistada por el mariscal Suchet.

## Antecedentes
La segunda quincena de mayo de 1808, la situación en Valencia era de calma tensa, el 21 de mayo un pasquín aparecido en Valencia decía:

La valenciana arrogancia,/ siempre ha tenido por punto,/ no olvidarse de Sagunto y acordarse de Numancia./ Franceses, idos a Francia,/ y dejándonos en nuestra Ley,/ que lo tocante a Dios y al rey,/ a nuestras casas y hogares,/ todos somos militares, y formamos una grey

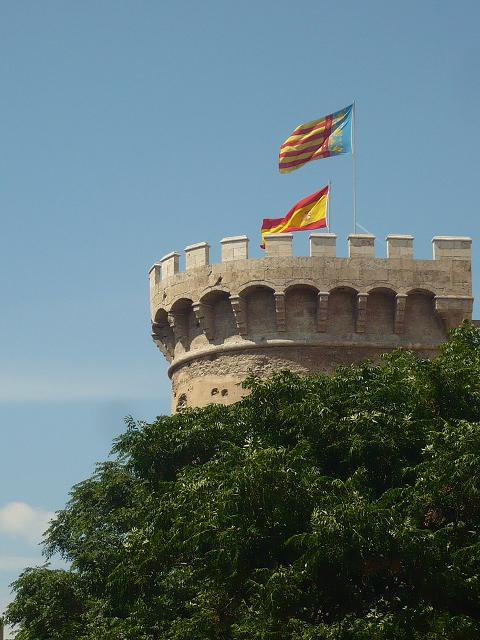
Vistas desde la esquina de la calle Lepanto de Valencia.

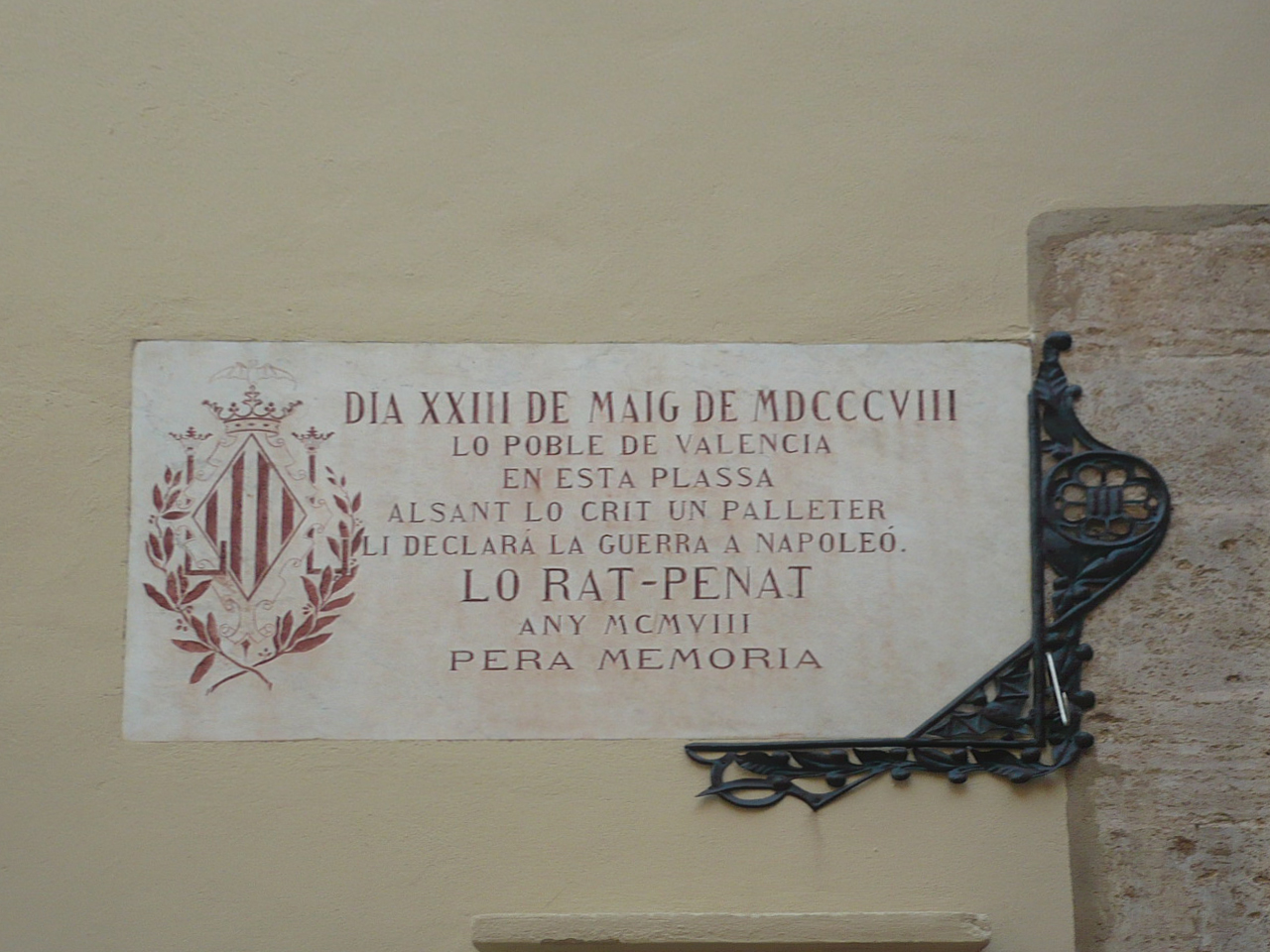
Antigua Plaza de les Panses, en la parte posterior de la Lonja de Valencia.

El 23 de mayo de 1808 llegaron las noticias a Valencia con la gaceta las noticias de Madrid y la marcha de la familia real hacia Francia. Ante una gran multitud se dio lectura del periódico, el conocimiento de lo sucedido en Madrid llena de indignación a los valencianos y pese a que las autoridades intentar someterse a Bonaparte, el pueblo lidera los acontecimientos forzando el 25 de mayo a la Junta Suprema de Gobierno del Reino de Valencia, a reclutar tropas y declarar la guerra.
El 29 de mayo se creó, por la Junta de Gobierno de Valencia, el Regimiento de la Reina 2.º, integrado por 3732 personas, y que se denominaba cazadores voluntarios de Valencia o cazadores de Caro porque su primer coronel fue el General Caro, quien hizo Generala de los ejércitos del Reino a la Virgen de los Desamparados. Este regimiento se mantuvo hasta 1855,pasando a ser un regimiento de línea con el nombre de la Reina.
Durante el mes de junio Moncey venía desde Madrid, en el camino derrotó a las tropas valencianas que le salieron al paso en Contreras, Buñol donde se ensañó con la población, especialmente con el párroco y, arrasó con animales y víveres, días después alcanzó San Onofre en las proximidades de Valencia, derrotando a los restos del ejército que quedaba.

## El asedio de 1808
Moncey estableció su campamento en el camino de Cuart de Poblet, y llevó sus tropas ante las puertas de Cuart, estableciéndose en los entornos del antiguo Convento del Socorro, donde hoy se encuentra la Parroquia de San Miguel y San Sebastián desde donde exigió la rendición de Valencia.
El Duque de la Conquista pretendía capitular ante la falta de fuerzas militares, pero el pueblo entró en la Casa de la Ciudad al grito de: “El pueblo prefiere la muerte en su defensa”.
Durante el día y la noche se cerraron y reforzaron con maderos las puertas que se consideraban más vulnerables, Ruzafa, Portal Nuevo, Serranos y Trinidad. También se cubrió con batería y foso la puerta de San Vicente. La de Cuart fue objeto de más detalle, porque enfilaba el camino por donde Moncey avanzaba: se abrió una gran foso y una tronera con su cañón dirigido al camino de acceso a las Torres en la puerta de madera. 

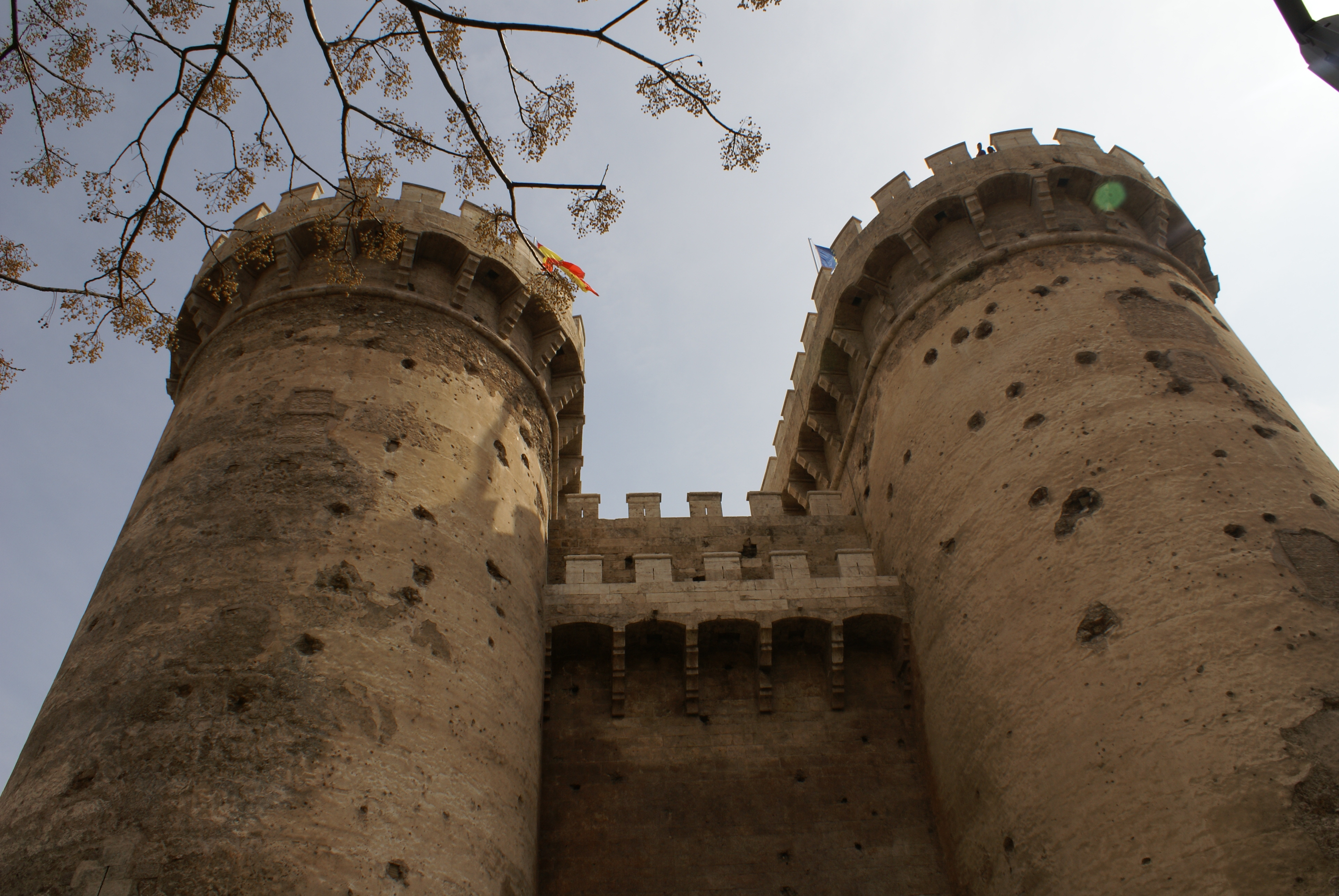
Rastros del bombardeo napoleónico de junio del 1808.

Según algunas fuentes unos veinte mil valencianos se aprestaron a la defensa, ayudados por los marineros del Grao, y el Regimiento de Cazadores desplegado a la otra parte del río, por la huerta de Campanar.
A las ocho de la mañana del día 28 comenzó la batalla del primer sitio de Valencia, que duró todo el día.
A las doce Moncey reiteró su petición de rendición, ordenando avanzar a dos columnas francesas hacia la puerta, pero se vieron detenidas por el foso abierto y sorprendidas entre dos fuegos. Dos horas después los franceses seguían sin alcanzar la puerta y las bajas ya eran innumerables, la artillería disparó a las Torres, causando algunos desperfectos, que aún hoy son observables.
Moncey se retiró a una alquería próxima, pero el fuego de artillería de la muralla les alcanzó y uno de sus ayudantes perdió una pierna de un cañonazo, forzando su retirada a más distancia. Por la noche los valencianos inundaron la huerta, impidiendo la movilidad a las ropas francesas y Moncey, con unas dos mil bajas, ordenó la retirada a Madrid.

El soldado francés, Pierre Doubon, escribe a un hermano: «Hemos atacado Valencia y cuando nosotros esperábamos mollese nos hemos encontrado una resistencia sin igual. No hay en el mundo villa fuerte, castillo sin fortaleza que haya defensa más activa ni más opiniatre (obstinada). Los valencianos se han defendido con honor y se han batido con una heroicidad sin par. Un establo es mi tombeau...».

Las tropas valencianas, según cuenta Vicente Boix, una división con 16 300 hombres, avanzaron sobre Madrid, entrando por la puerta de Atocha el 15 de agosto de 1808; después marcharon a Tudela donde sufrieron 200 bajas, para terminar en Zaragoza donde perecieron la mayoría. Solamente regresaron a Valencia 1455 infantes y 300 caballos, por lo que la junta reclutó a otros 33 000 soldados por todo el Reino, Játiva, Morella, Alicante, Castellón, Orihuela... Las banderas perdidas en Zaragoza siguen en manos francesas.

### Héroes populares

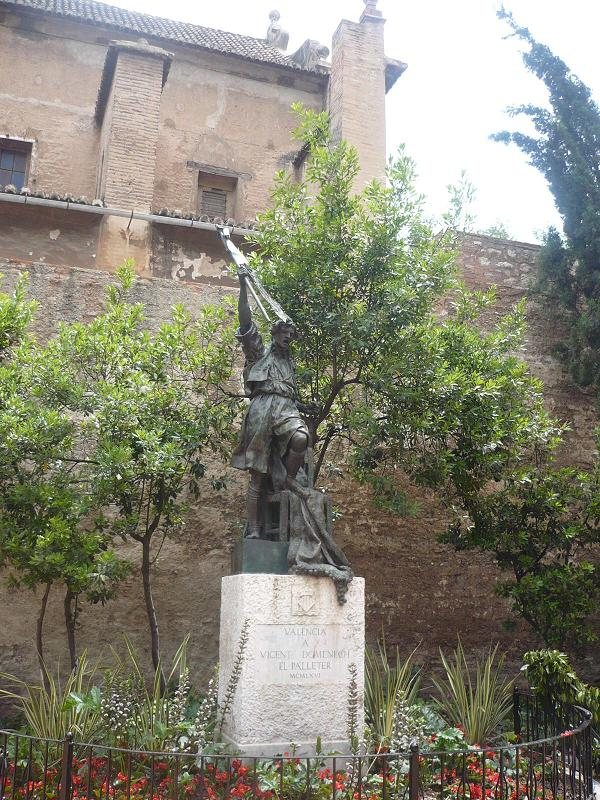
Estatua que representa a Vicente Doménech, subido a la silla, declarando la guerra a Napoleón.

- El Palleter Vicente Doménech: Destaca la figura del Palleter, quien el 23 de mayo, en la Plaça de les Panses, entre la Lonja y la Compañía, rasga su faja roja, pone el jirón en el extremo de una caña con una estampa de la Virgen de los Desamparados en un lado y de Fernando VII en la otra y lanza su grito famoso: “Un pobre palleter li declara guerra a Napoleó. ¡Vixca Fernando sèptim i muiguen els traïdors!.[3]
- El torero Joan Batiste Moreno, armado solo con una espada, hacía de portero: Se trata de un personaje que, según algunas fuentes, se dedicaba a la lidia; con unos compañeros se agenció un cañón de grueso calibre y se dirigieron a la puerta de Quart, allí parece ser que se quedaron al servicio de la batería. Para el uso de la misma se había preparado una tronera en la puerta, pero se decidió que sería más eficaz abrir y cerra las puertas. Un grupo numeroso de paisanos, dirigidos por Batiste, abría y cerraba las pesadas puertas para disparar la pieza y rápidamente las volvía a cerrar mientras se cargaba de nuevo. Según las crónicas, la actuación de esta batería fue decisiva para impedir el paso de Moncey.
- El mesonero de la calle de San Vicente Vicent García: La actuación de este civil fue increíble: hizo a caballo, solo o acompañado, cinco salidas, llevando en cada una cuarenta cartuchos que utilizó con demostrada puntería y efectividad. En el último viaje acosaron a unos soldados asentados en la partida de Arrancapins y al regreso, casi en la puerta de la ciudad, fue alcanzado su caballo y parece ser ya no consiguió reponerlo. No pudo hacer el sexto viaje.

El conde de Toreno, historiador y diputado en las Cortes de Cádiz, calificaba la defensa de maravillosa, porque nunca antes el pueblo civil había derrotado, hasta el ridículo, a un ejército profesional.

## La conquista de Valencia en enero de 1812
En 1810 las tropas francesas se atrincheraron en el norte de la ciudad, en las zonas de Campanar y la carretera de Sagunto; los españoles fortificaron la zona norte y los puentes de acceso a la ciudad sobre el Turia, siendo utilizados estos como improvisado polvorín. Recientemente se han encontrado grafitis de la época.
La situación poco a poco fue cambiando; sin apoyo exterior, tras caer Sagunto el 25 de octubre de 1811 en manos del francés y con el escaso apoyo del ejército español que quedaba, la capitulación ante los franceses llegó, tras un duro asedio, el 9 de enero de 1812, y poco más de un año antes de terminar la guerra. En este sitio las tropas españolas destruyeron el Palacio Real de Valencia para impedir que lo tomaran los franceses, según algunas fuentes; para conseguir fondos con la venta de las riquezas del mismo con el que mantener la guerra en otros lugares, según otras.
Un cronista relató la situación dentro de la ciudad:

El pueblo -de Valencia- se halla sin víveres, sin gobierno, con tres días de bombardeo (…) Todo es desorden: el soldado vende el fusil y las prendas del vestuario; el de caballería y artillería vende su caballo y monturas (…) La escasez y la miseria producen ya todos sus espantosos efectos, la hediondez de perros, mulas, caballos y gatos muertos incomoda mucho; pero lo que es más doloroso es la vista de algunos cadáveres infelices pobrecitos de ambos sexos tendidos en las calles (…) No se ve otro remedio a tanta calamidad más que la capitulación.

Tras la capitulación, los franceses impulsaron algunas reformas en Valencia, y la situación tras las habituales represalias, fue llevadera en los meses que permaneció bajo control francés, llegando a ser capital de España cuando José I trasladó aquí la corte tras huir de Madrid, en el verano de 1812.
Casi un año después de la definitiva retirada de los franceses de Valencia el 5 de julio de 1813, el general Elío organizó el golpe de Estado de mayo de 1814 que restauró los poderes absolutos de Fernando VII, iniciándose así el Sexenio Absolutista (1814-1820).